# Brug 280
Brug 280 of Montelbaanbrug is een vaste brug in Amsterdam-Centrum.
De brug is gelegen in de noordwestelijke kade van de Oudeschans, die in het noorden overigens Kalkmarkt heet. Ze overspant de Waalseilandsgracht. Op een enkel gebouw na zijn alle gebouwen hier uitgeroepen tot gemeentelijk dan wel rijksmonument. Het opvallendste gebouw in de laatste groep is de Montelbaanstoren, naamgever van de brug.
Er ligt hier al eeuwen een brug. Joan Blaeu tekende hier al een brug vlak naast de Monkelbaens Toor; het is dan 1649. Een kaart eerder (1625) van Balthasar Florisz. van Berckenrode liet hier nog een afgepaalde haven zijn, de Oude Wael, de Montelbaenstooren stond er toen wel al. Een herdruk uit 1657 laat wel een brug zien. Gerrit de Broen noemt de brug op zijn kaart van 1717 Toren Brug. De moderne geschiedenis van de brug begint in 1856. De voorloper van de Dienst der Publieke Werken liet hier toen een houten ophaalbrug vervangen door een ijzeren ophaalbrug. Deze eerste ijzeren ophaalbrug kwam uit de pen van stadsarchitect Bastiaan de Greef. Zijn stijl is onder meer herkenbaar in de dopjes op de pijlers. Deze brug hield het langer dan 50 jaar vol, maar was toen aan vervanging toe. De Greefs assistent Willem Springer, die de dopjes overnam, ontwierp daartoe een ijzeren liggerbrug. Dit soort type brug was goedkoper te bouwen en in het onderhoud; bovendien voeren er te weinig hoge schepen alhier; de brug moest per jaar circa 20 geopend worden. Er is daarna nog aan de brug gewerkt, totdat ze in 2000 geheel uit elkaar werd gehaald. Men probeerde daarbij de brug weer volgens het origineel uit 1909 terug op de bouwen. De brug heeft dan in wezen vijf doorvaarten, waarvan de buitenste twee tot opslag dienen en zijn afgetimmerd. De brugpijlers zijn grotendeels van baksteen, afgetopt met natuurstenen versieringen. Tussen de pijlers zijn de buitenste liggers zichtbaar waarop een steenachtige afsluitlaag ligt. De balustrades bestaan uit siersmeedwerk met vakwerk en kruisverbanden dat refereert aan de 19e eeuw.
Tot april 2016 werd de brug officieus aangeduid als Montelbaansbrug. In die maand schrapte de gemeente alle officieuze vernoemingen voor bruggen. Sindsdien dient de brug officieel aangeduid te worden met haar nummer.

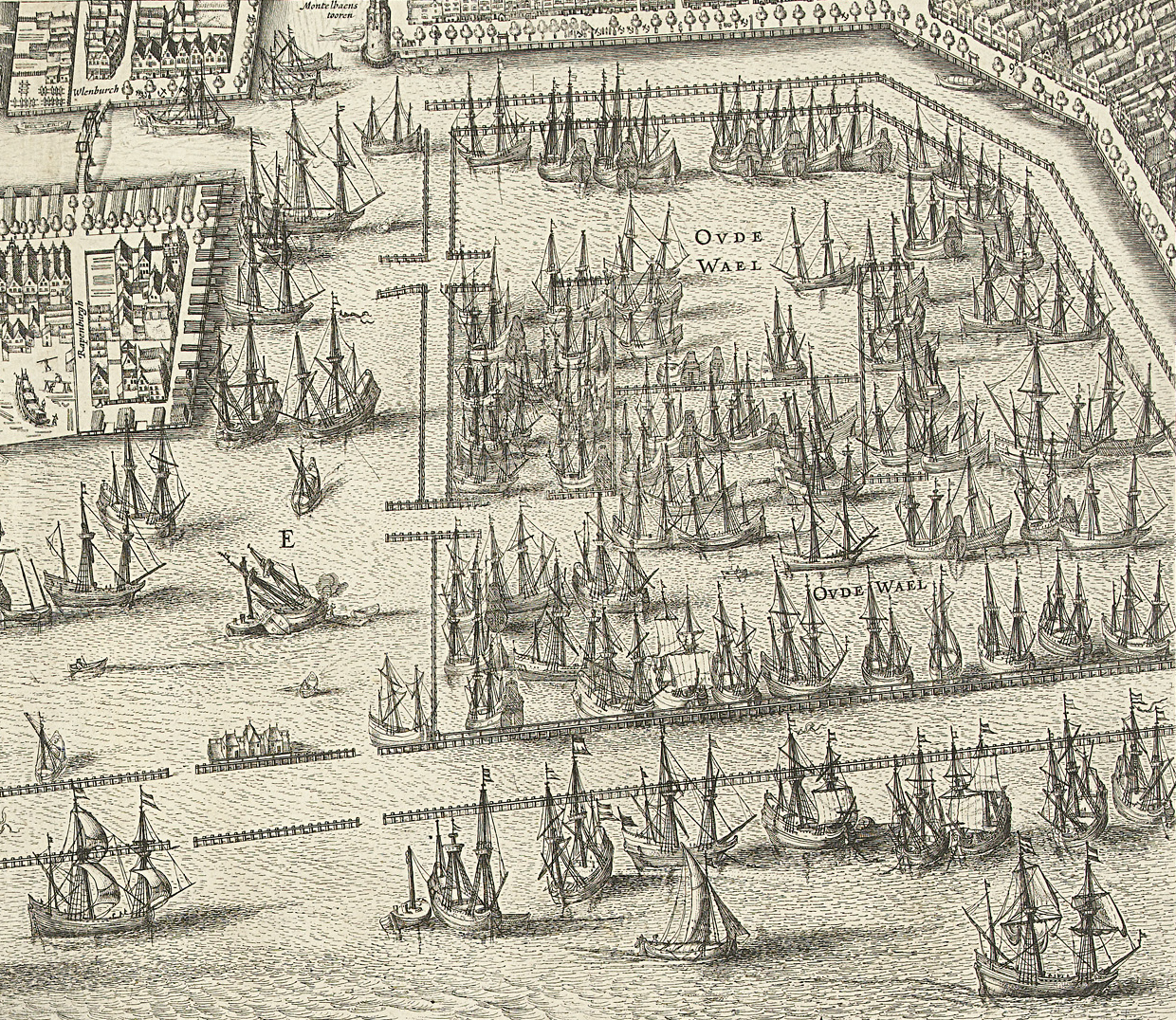
Nog geen brug op een uitsnede van de kaart uit 1625; het Waalseiland is er nog niet.
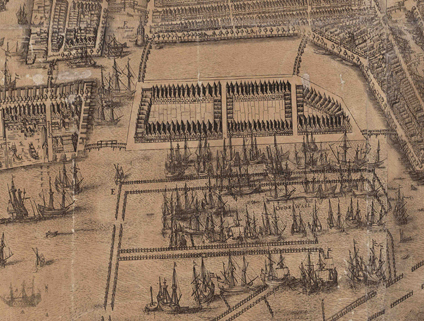
De brug linksboven op een uitsnede  van de kaart uit 1657
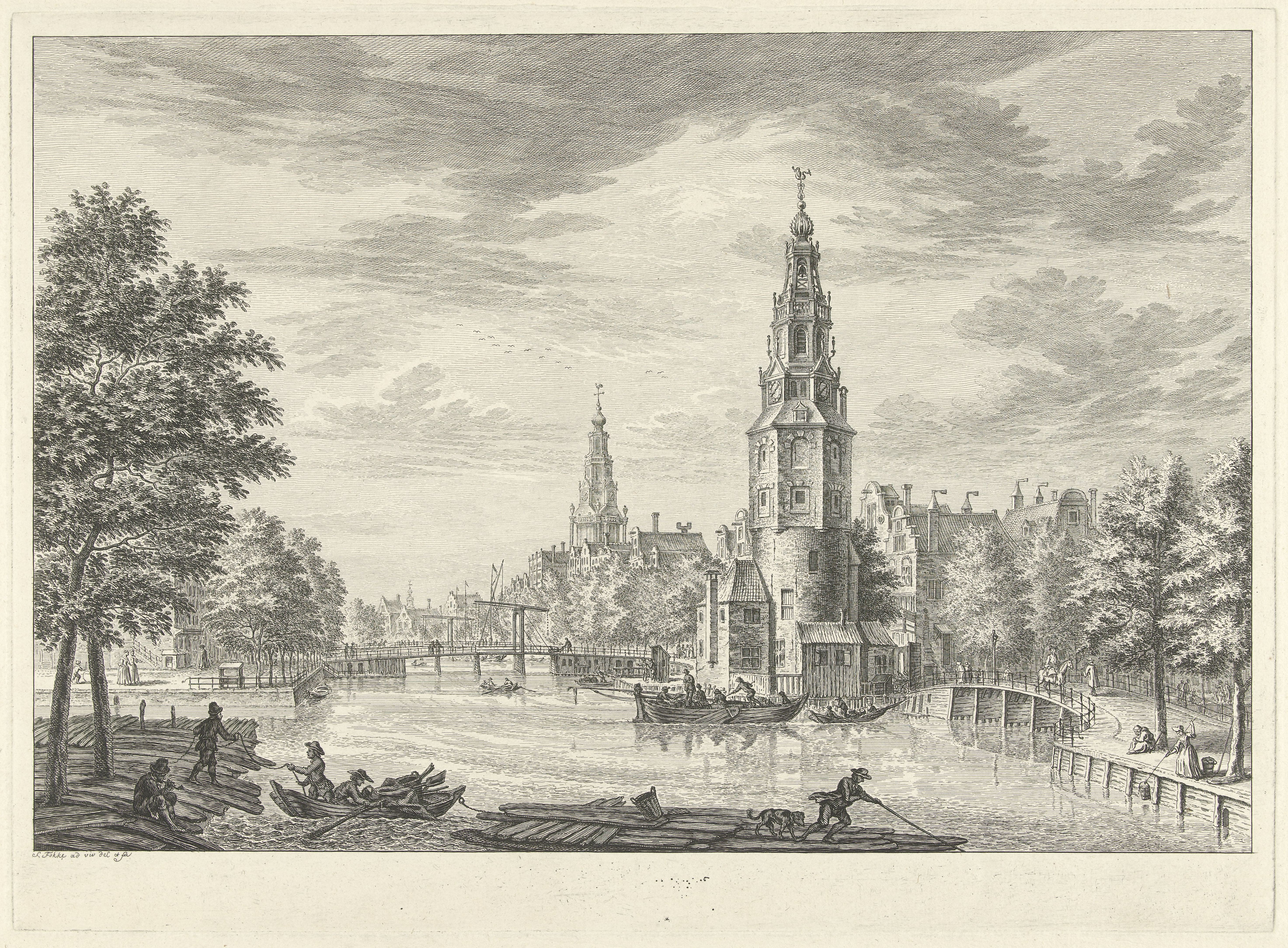
De brug (rechts) door Simon Fokke in 1760
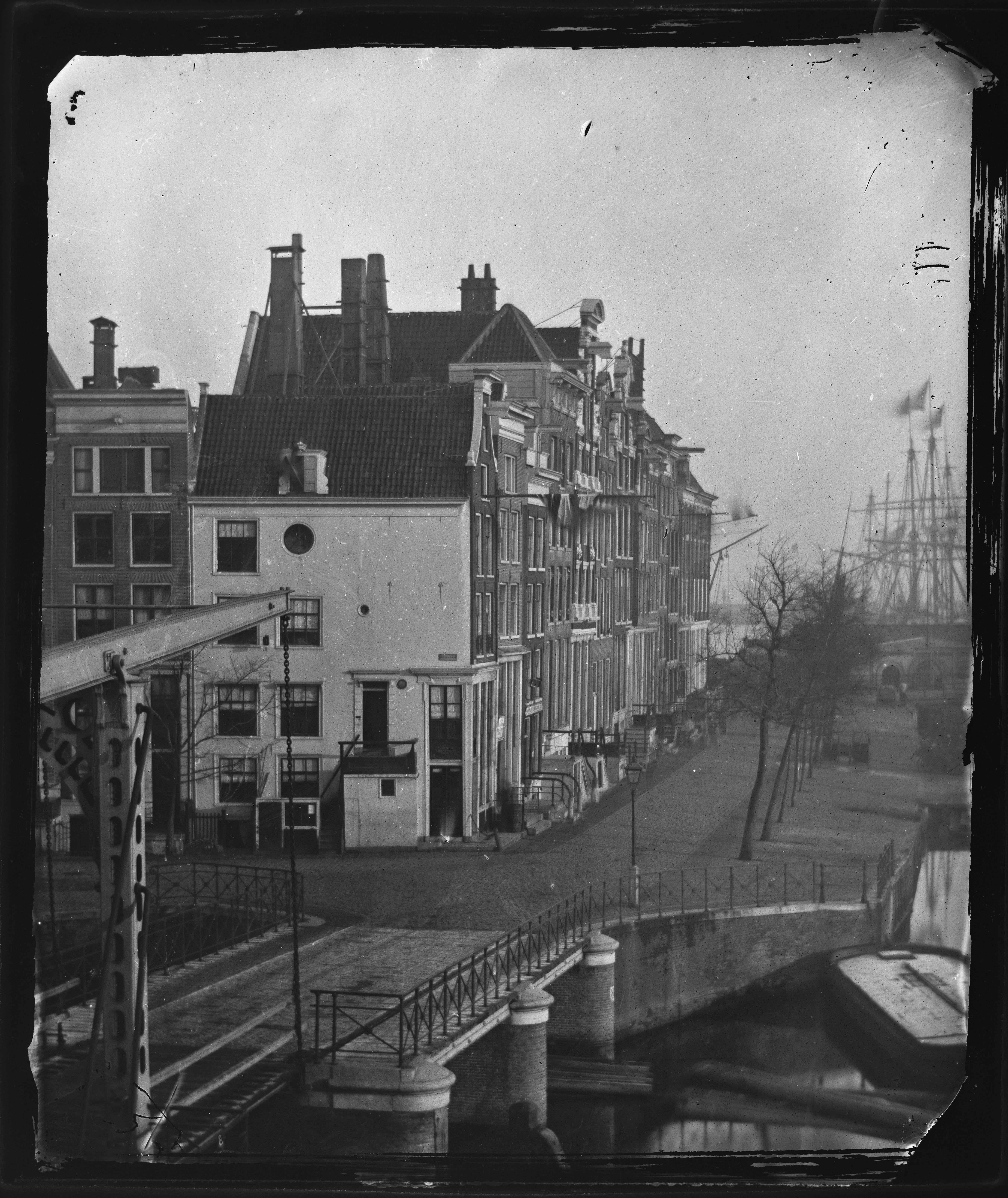
De ijzeren ophaalbrug leidend naar de Kalkmarkt door Jacob Olie in 1863

<<< · 200 · 201 · 202 · 203 · 204 · 205 · 206 · 207 · 208 · 209 ·  210 · 211 · 212 · 213 · 214 · 215 · 216 · 217 · 218 · 220 · 221 · 222 · 223 · 224 · 225 · 226 · 227 · 228 · 228P · 229 · 230 · 231 · 232 · 233 · 234 · 235 · 236 · 237 · 238 · 239 ·  240 · 241 · 242 · 243 · 244 · 245 · 246 · 247 · 248 · 249 ·  250 · 251 · 252 · 253 · 254 · 255 · 256 · 257 · 258 · 259 · 260 · 261 · 262 · 263 · 264 · 265 · 266 · 267 · 270 · 271 · 272 · 273 · 274 · 275 · 277 · 278 · 279 · 280 · 281 · 283 · 285 · 286 · 287 · 288 · 289 · 290 · 291 · 292 · 293 · 295 · 296 · 297 · 298 · 299 · >>>
Brugnummers 219, 268, 269, 276, 282, 284, 294 zijn niet (meer) in omloop.